# Ion Vlădoiu
Ion Vlădoiu (Călineşti, 5 novembre 1968) è un ex calciatore rumeno, di ruolo attaccante.

## Carriera

### Club
Ha militato in numerose squadre rumene, dopo il debutto nello Arges Pitesti, nel 1990 passa allo Steaua Bucarest rimanendovi fino al 1993 (vincendo un Campionato), in tale anno viene ceduto per due anni al Rapid Bucarest. Nella Divizia A 1995-1996 gioca di nuovo nello Steaua, mettendo a segno 25 reti che gli consentono di vincere la classifica dei cannonieri ed aiutano la squadra a vincere il Campionato.
Tra il 1996 ed il 1998 gioca in Bundesliga con il Colonia, poi torna in patria alla Dinamo Bucarest, prima di far ritorno in Germania al Kickers Offenbach; nel 2000 torna per la terza volta allo Steaua Bucarest (vincendo un altro Campionato) e successivamente all'Arges Pitesti e poi all'Universitatea Craiova.

### Nazionale
Tra il 1992 ed il 2000 ha disputato 28 partite segnando 2 reti con la Nazionale rumena, con la quale ha partecipato ai Mondiali del 1994 ed agli Europei del 1996.

## Palmarès

### Club
- Campionato rumeno: 5

Steaua Bucarest: 1992-1993, 1993-1994, 1995-1996, 2000-2001
Dinamo Bucarest: 1999-2000
- Coppa di Romania: 3

Steaua Bucarest: 1991-1992, 1995-1996
Dinamo Bucarest: 1999-2000
- Supercoppa di Romania: 2

Steaua Bucarest: 1994, 1995

### Individuale
- Capocannoniere del campionato rumeno: 1

1995-1996 (25 gol)